# Vênus de Buret'
Vênus de Buret' pode se referir a qualquer uma das cinco estatuetas de Vênus encontradas no sítio arqueológico de Buret', Sibéria, perto de Irkutsk e do vale do rio Angara.
Quatro delas são feitas de marfim e uma delas é feita de serpentina. Uma das estatuetas (na foto) de marfim representa uma pessoa envolta em uma mortalha. Uma estatueta envolta semelhante foi encontrada em Mal'ta. Os entalhes na estatueta podem representar roupas decoradas. A estatueta é parcialmente sexualmente ambígua devido à falta de seios, mas tem um triângulo púbico e área vaginal enfatizados.
As estatuetas de Vênus da cultura Mal'ta-Buret ' da área são consideradas geograficamente isoladas. Eles têm características que diferem de outras Vênus da era paleolítica, pois têm roupas, em vez de estarem nuas, e também têm rostos elaboradamente esculpidos.

## Lista de artefatos
| Nome     | Local de descoberta | Data da descoberta | Primeira publicação        | Material         | Cenário | Nota |
| -------- | ------------------- | ------------------ | -------------------------- | ---------------- | ------- | ---- |
| Buret' 1 | Moradia nº 1        | 1936               | Alexey P. Okladnikov, 1941 | Marfim de mamute |         |      |
| Buret' 2 | Moradia nº 4        | 1939               | Alexey P. Okladnikov, 1941 | Marfim de mamute |         |      |
| Buret' 3 | Moradia nº 2        | 1940               | Alexey P. Okladnikov, 1941 | Marfim de mamute |         |      |
| Buret' 4 | Moradia nº 2        | 1940               | Alexey P. Okladnikov, 1941 | Marfim de mamute |         |      |
| Buret' 5 | Moradia nº 2        | 1940               | Alexey P. Okladnikov, 1941 | Rocha serpentina |         |      |